# بینهای
منطقه بینهای به چینی: 滨海新区، به پین‌یین: Bīnhǎi xīnqū) یک منطقهٔ شهرداری تابع شهر تیانجین و همین‌طور یک «منطقهٔ نو» تابع دولت مرکزی (به چینی: 国家级新区، به پین‌یین: Guójiā-jí xīn qū) در جمهوری خلق چین است.
«مناطق نو» مناطق ویژهٔ اقتصادی هستند که حمایت‌های خاص اقتصادی، زیرساختی، یا توسعه‌ای دریافت می‌کنند. این حمایت‌ها در جمهوری خلق چین می توانند از جانب دولت مرکزی، دولت استانی، و یا مدیریت ولایتی، شهرستانی،‌ یا قصبه‌ای داده شوند. منطقهٔ بینهای، تابع دولت مرکزی چین بوده و مستقیما از دولت مرکزی حمایت دریافت می‌کند.

## خصوصیات
بینهای ۲٬۲۷۰ کیلومترمربع مساحت و ۲٬۰۶۷٬۳۰۰ نفر جمعیت دارد.
2,067,300